# MORNING CUBE〜SATURDAY NETWORK〜
MORNING CUBE〜SATURDAY NETWORK〜（モーニング・キューブ〜サタデー・ネットワーク〜）は、JFN発全国向けネット番組で、1997年10月4日から2002年3月まで放送されていた。

## 概要
1984年スタートから13年半続いた『FMさわやかスタジオ〜土曜日です』を引き継ぎだ。放送時間は土曜日の6:00〜8:55。司会は伊津野亮。アシスタントは、初代は中田美香、2代目は荒川れん子だった。伊津野は1992年から『さわやかスタジオ』を担当しており、2009年までの17年半にわたって土曜朝の声を務めている。
その後、この枠はRADIO JAPANが放送されている。
番組内やステッカーでは専ら「MORNING CUBE」と呼ばれており、「〜SATURDAY NETWORK〜」がついていたのは放送局発行のタイムテーブルのみだった。
この番組と「RADIO JAPAN」で伊津野は自己紹介する際に『アテンダントするのは〜』と表現していた。
6時台のテーマソングはThe Avengers Theme - Marius de Vries。

## 番組内容
- 6:00　オープニング
- 6:05　言いたい放題 書き放題

メッセージコーナー。中田時代は「小言 一言 独り言」だった。
- 6:07　Today's Hedline
- 6:21　最新!カラオケランキング
- 6:41　Weekend Sports News
- 7:00　Today's Hedline
- 7:07　Weekly News
- 7:41　突撃!エンターテイメント

| JFN 土曜 6:00 - 8:55枠                                   | JFN 土曜 6:00 - 8:55枠                                       | JFN 土曜 6:00 - 8:55枠                |
| 前番組                                                   | 番組名                                                       | 次番組                                |
| -------------------------------------------------------- | ------------------------------------------------------------ | ------------------------------------- |
| FMさわやかスタジオ〜土曜日です （1984年4月 - 1997年9月） | MORNING CUBE 〜SATURDAY NETWORK〜 （1997年10月 - 2002年3月） | RADIO JAPAN （2002年4月 - 2006年3月） |